# Primera División de Montenegro 2023-24
La Primera División de Montenegro 2023-24 fue la edición número 18 de la Primera División de Montenegro. La temporada comenzó el 23 de julio de 2023 y terminó el 25 de mayo de 2024.
Budućnost es el campeón defensor tras ganar su sexto título la temporada anterior.

## Ascensos y descensos
| Pos. | Descendidos de Primera División 2021-22 |
| ---- | --------------------------------------- |
| 10.º | Iskra                                   |

| Pos. | Ascendidos de Segunda División 2022-23 |
| ---- | -------------------------------------- |
| 1.º  | Mladost DG                             |

## Sistema de competición
Los 10 equipos participantes jugaran entre sí todos contra todos, cuatro veces totalizando 36 partidos cada uno, al término de la jornada 36 el primer clasificado obtendrá un cupo para la ronda preliminar de la Liga de Campeones 2024-25, mientras que el segundo clasificado obtendrá un cupo para la Primera ronda de la Liga Europa Conferencia 2024-25. Por otro lado el último clasificado descenderá a la Segunda División de Montenegro 2024-25, mientras que los dos penúltimos jugaran los Play-offs de descenso contra el segundo y tercero de la Segunda División de Montenegro 2023-24 para determinar quien participará en la Primera División de Montenegro 2024-25.
Un segundo cupo para la primera ronda de la Liga Europa Conferencia 2024-25 será asignado al campeón de la Copa de Montenegro.

## Equipos participantes
Iskra descendió luego de haber permanecido ocho años en la máxima categoría, siendo remplazado por el Mladost DG que consiguió ascender por primera vez en su historia.
| Equipo     | Ciudad       | Estadio                  | Capacidad |
| ---------- | ------------ | ------------------------ | --------- |
| Arsenal    | Tivat        | Stadion u Parku          | 2,000     |
| Budućnost  | Podgorica    | Stadion pod Goricom      | 15,230    |
| Dečić      | Tuzi         | Stadion Tuško Polje      | 2,000     |
| Jedinstvo  | Bijelo Polje | Gradski stadion          | 5,000     |
| Jezero     | Plav         | Stadion Pod Racinom      | 2,500     |
| Mladost DG | Podgorica    | DG Arena                 | 4,300     |
| Mornar     | Bar          | Stadion Topolica         | 2,500     |
| Petrovac   | Petrovac     | Stadion Mitar Mićo Goliš | 1,630     |
| Rudar      | Pljevlja     | Stadion pod Golubinjom   | 5,140     |
| Sutjeska   | Nikšić       | Stadion kraj Bistrice    | 5,214     |

## Clasificación
| Pos. | Equipo         | Pts. | PJ | G  | E  | P  | GF | GC | Dif. | Clasificados y descensos 2024-25                           |
| ---- | -------------- | ---- | -- | -- | -- | -- | -- | -- | ---- | ---------------------------------------------------------- |
| 1    | Dečić (C)      | 70   | 36 | 20 | 10 | 6  | 55 | 27 | +28  | Primera Ronda de la Liga de Campeones                      |
| 2    | Mornar         | 64   | 36 | 17 | 13 | 6  | 45 | 32 | +13  | Primera Ronda clasificatoria de la Liga Europa Conferencia |
| 3    | Budućnost      | 61   | 36 | 17 | 10 | 9  | 66 | 43 | +23  | Primera Ronda clasificatoria de la Liga Europa Conferencia |
| 4    | Sutjeska       | 53   | 36 | 13 | 14 | 9  | 46 | 36 | +10  |                                                            |
| 5    | Jezero         | 51   | 36 | 14 | 9  | 13 | 41 | 38 | +3   |                                                            |
| 6    | Petrovac       | 48   | 36 | 11 | 15 | 10 | 42 | 40 | +2   |                                                            |
| 7    | Arsenal Tivat  | 42   | 36 | 9  | 15 | 12 | 43 | 58 | −15  |                                                            |
| 8    | Jedinstvo (O)  | 35   | 36 | 8  | 11 | 17 | 43 | 56 | −13  | Promoción de descenso                                      |
| 9    | Mladost DG (D) | 34   | 36 | 9  | 7  | 20 | 37 | 59 | −22  | Promoción de descenso                                      |
| 10   | Rudar (D)      | 27   | 36 | 7  | 6  | 23 | 25 | 54 | −29  | Descenso a Segunda División de Montenegro                  |

Actualizado a los partidos jugados el 25 de mayo de 2024.
 Fuente: Football Association of Montenegro, Soccerway
Criterios de clasificación: Puntos • Puntos directos • Diferencia de gol directa • Goles marcados directos • Diferencia de gol • Goles marcados • Sorteo.

## Promoción de descenso
| 31 de mayo de 2024 | Otrant-Olympic      | 1:0 (0:0) | Mladost DG | Stadion Olympic, Ulcinj |  |
| 16:30              | Ayumu Nishimura 74' | Reporte   |            |                         |  |

| 4 de junio de 2024 | Mladost DG                              | 2:2 (1:1) (Global 2:3) | Otrant-Olympic                                | DG Arena, Podgorica |  |
| 18:00              | Dušan Vuković 3' · Ljubomir Pejović 77' | Reporte                | Kristijan Škrelja 20' · Benjamin Redzovic 58' |                     |  |

| 31 de mayo de 2024 | Podgorica         | 1:3 (1:1) | Jedinstvo                          | DG Arena, Podgorica |  |
| 19:00              | Takeru Komiya 15' | Reporte   | Danis Kolić 18', 86' · Brandao 74' |                     |  |

| 4 de junio de 2024 | Jedinstvo | 0:0 (Global 3:1) | Podgorica | Gradski Stadion, Bijelo Polje |  |
| 18:00              |           | Reporte          |           |                               |  |

## Máximos goleadores
Actualizado el 25 de mayo de 2024.
| Pos. | Jugador        | Club          | Goles |
| ---- | -------------- | ------------- | ----- |
| 1    | Žarko Korać    | Jedinstvo     | 17    |
| 2    | Aleksa Maraš   | Mladost DG    | 14    |
| 3    | Slobodan Babić | Petrovac      | 12    |
| 4    | Oliver Šarkić  | Dečić         | 11    |
| 5    | Boban Đorđević | Arsenal Tivat | 10    |